# Cefa
Cefa – wieś w Rumunii, w okręgu Bihor, w gminie Cefa. W 2011 roku liczyła 1225 mieszkańców.